# Cor Euser
Cornelius Peter „Cor“ Euser (* 25. April 1957 in Oss) ist ein niederländischer Auto- und Motorradrennfahrer.

## Karriere

### Monoposto
Die ersten Schritte im Motorsport tat Euser Ende der 1970er-Jahre bei den Motorrädern; er bestritt Rennen zur niederländischen 500-cm³-Meisterschaft. Mit finanzieller Unterstützung von Marlboro Niederland stieg er 1980 in die Formel Ford ein. Mit Huub Rothengatter und Arie Luyendyk als Teamkollegen im Marlboro Racing Team Holland gewann er 1980 und 1981 die niederländische Formel-Ford-Meisterschaft. 1981 siegte er mit zwei Punkten Vorsprung auf Marc Duez auch in der europäischen Formel-Ford-Meisterschaft. Im Gegensatz zur Formel Ford blieben die Engagements in der Formel 3 und der Formel 3000 weitgehend erfolglos, sodass Euser 1989 zu den Sportwagen wechselte.

### Sportwagen
1990, 1991 und Sportwagen-Weltmeisterschaft 1992 ging Euser in den letzten drei Saisons der Sportwagen-Weltmeisterschaft an den Start. Parallel fuhr er 1991 Wertungsläufe in der Deutschen Tourenwagen-Meisterschaft. Mitte der 1990er-Jahre wurde er Werksfahrer bei Marcos Cars. Mit dem Marcos LM600 fuhr er eine Vielzahl an Sportwagen und GT-Rennen. Bis zum Ablauf der Saison 2013 erreichte er elf Gesamt- und sieben Klassensiege.
Mehrmals war er unter anderem bei den 24-Stunden-Rennen von Le Mans und Zolder gemeldet. Seine beste Platzierung in Le Mans war zehnte Endrang 1994, gemeinsam mit Matiaz Tomlje und Patrick Huisman im Konrad-Porsche 964 RSR. In Zolder wurde er 2006 Gesamtzweiter.

## Statistik

### Le-Mans-Ergebnisse
| Jahr | Team                        | Fahrzeug             | Teamkollege             | Teamkollege     | Platzierung | Ausfallgrund    |
| ---- | --------------------------- | -------------------- | ----------------------- | --------------- | ----------- | --------------- |
| 1991 | Euro Racing                 | Spice SE90C          | Charles Zwolsman senior | Tim Harvey      | Ausfall     | Motorschaden    |
| 1992 | Euro Racing                 | Lola T92/10          | Charles Zwolsman senior | Jesús Pareja    | Ausfall     | Getriebeschaden |
| 1994 | Konrad Motorsport           | Porsche 964 RSR      | Matiaz Tomlje           | Patrick Huisman | Rang 10     |                 |
| 1995 | Team Marcos                 | Marcos LM600         | Thomas Erdos            | Chris Hodgetts  | Ausfall     | Elektronik      |
| 1996 | Team Marcos                 | Marcos LM600         | Thomas Erdos            | Pascal Dro      | Ausfall     | Motor           |
| 1997 | Marcos Racing International | Marcos Mantara LM600 | Harald Becker           | Takashi Suzuki  | Ausfall     | Ölleck          |

### Einzelergebnisse in der Sportwagen-Weltmeisterschaft
| Saison | Team                                      | Rennwagen               | 1   | 2   | 3   | 4   | 5   | 6   | 7   | 8   | 9   |
| ------ | ----------------------------------------- | ----------------------- | --- | --- | --- | --- | --- | --- | --- | --- | --- |
| 1990   | Chamberlain Engineering Spice Engineering | Spice SE89C Spice SE90C | SUZ | MON | SIL | SPA | DIJ | NÜR | DON | MOT | MEX |
| 1990   | Chamberlain Engineering Spice Engineering | Spice SE89C Spice SE90C |     | DNF | DNF | 19  | DNF | 7   | 3   |     |     |
| 1991   | Euro Racing                               | Spice SE90C             | SUZ | MON | SIL | LEM | NÜR | MAG | MEX | AUT |     |
| 1991   | Euro Racing                               | Spice SE90C             | 4   | 4   | 5   | DNF | DNF | 4   | 4   | 7   |     |
| 1992   | Euro Racing                               | Lola T92/10 Tom’s BB90R | MON | SIL | LEM | DON | SUZ | MAG |     |     |     |
| 1992   | Euro Racing                               | Lola T92/10 Tom’s BB90R | DNF | DNF | DNF | DNF | DNF |     |     |     |     |